# Noruega en los Juegos Olímpicos de Los Ángeles 1984
Noruega estuvo representada en los Juegos Olímpicos de Los Ángeles 1984 por un total de 103 deportistas que compitieron en 17 deportes.  
El portador de la bandera en la ceremonia de apertura fue el remero Alf Hansen.

## Medallistas
El equipo olímpico noruego obtuvo las siguientes medallas:
| Nombre                             | Deporte          | Competición             |
| ---------------------------------- | ---------------- | ----------------------- |
| Oro                                |                  |                         |
| —                                  |                  |                         |
| Plata                              |                  |                         |
| Grete Waitz                        | Atletismo        | Maratón F               |
| Bronce                             |                  |                         |
| Dag Otto Lauritzen                 | Ciclismo en ruta | Ruta M                  |
| Hans Magnus Grepperud Sverre Løken | Remo             | Dos sin timonel (M2-) M |